# Никифоров, Валерий Сергеевич
Валерий Сергеевич Никифоров (род. 19 января 1948, Ирбитский район, Свердловская область, РСФСР) ― советский инженер-механик, председатель колхоза «Урал» Ирбитского района Свердловской области, Народный депутат РСФСР (1990―1993).

## Биография
Родился 19 января 1948 года в Ирбитском районе Свердловской области.
В 1967 году поступил в Свердловский сельскохозяйственный институт, который окончил в 1972 году, получив диплом инженера-механика.
Работал на различных сельскохозяйственных предприятиях Ирбитского района Свердловской области, с 1982 года и по настоящее время — председатель колхоза «Урал» в селе Черновское Ирбитского района.
В марте 1990 года Никифоров был избран Народным депутатом РСФСР по Артёмовскому территориальному избирательному округу № 661. В Верховном Совете РСФСР был членом комитета по социальному развитию села, аграрным вопросам и продовольствию, координатор фракции «Аграрный Союз».
С 1994 по 1998 год — депутат Свердловской областной Думы (с 1996 года — Областной Думы Законодательного Собрания Свердловской области), где работал в комитете Думы по аграрной политике, природопользованию и охране окружающей среды. В 1998 году повторно избран депутатом Палаты Представителей Законодательного Собрания Свердловской области II созыва, член комитета по социальной политике, природопользованию, охране окружающей среды и сельскому хозяйству.
В 2000-х годах неоднократно избирался депутатом Ирбитского районного совета депутатов, возглавлял постоянные комиссии по вопросам местного самоуправления и законодательства. В 2008 году избран Председателем Думы Ирбитского муниципального образования, работал на этом посту до 2014 года. В апреле-июле 2010 года Валерий Никифоров исполнял обязанности Главы Ирбитского муниципального образования (после досрочной отставки Е. А. Тресковой).